# Jingpo
Los jingpo (chino: 景颇族; pinyin: Jǐngpō zú) son una minoría étnica que habita en Birmania, India, Tailandia y en la República Popular China. En este país forman una de las 56 minorías oficialmente reconocidas por el gobierno. La mayoría de los jingpo habita en Birmania, con una población estimada de unos 600.000 habitantes. En China, la población jingpo, de unos 130.000, se concentra en la provincia de Yunnan.

## Idioma
El idioma jingpo pertenece a la rama de lenguas tibetano-birmanas de la familia de las lenguas sino-tibetanas. Existen dos dialectos de este idioma que son:
- Jingpo o kachin: hablado por unas 500 000 personas en Birmania y unas 40 000 en China. Muchos hablantes del tsaiva son capaces también de entender este dialecto.
- Tsaiva o tsaiwa: lo hablan unas 30 000 personas en China y otras 30 000 en Birmania. Tras el establecimiento de la República Popular, se desarrolló un sistema de escritura que utiliza el alfabeto latino para escribir este dialecto. El nuevo sistema se hizo oficial en 1957.

## Historia
Los antepasados de los jingpo vivieron en la llanura tibetana y fueron emigrando paulatinamente hacia el sur.  A su llegada a la actual provincia de Yunnan recibieron el nombre de xunchuanman. Parece ser que sus orígenes están estrechamente relacionados con los de los qiang.
Durante los siglos XV y XVI siguieron emigrando hasta establecerse en sus dominios actuales. Han recibido diversos nombres a lo largo de los siglos :echang, zhexie, y yeren, nombre con el que se les conoció desde la dinastía Yuan hasta la formación de la República Popular, en 1949, cuando recibieron el nombre actual. En India se les conoce como singpho.

## Cultura

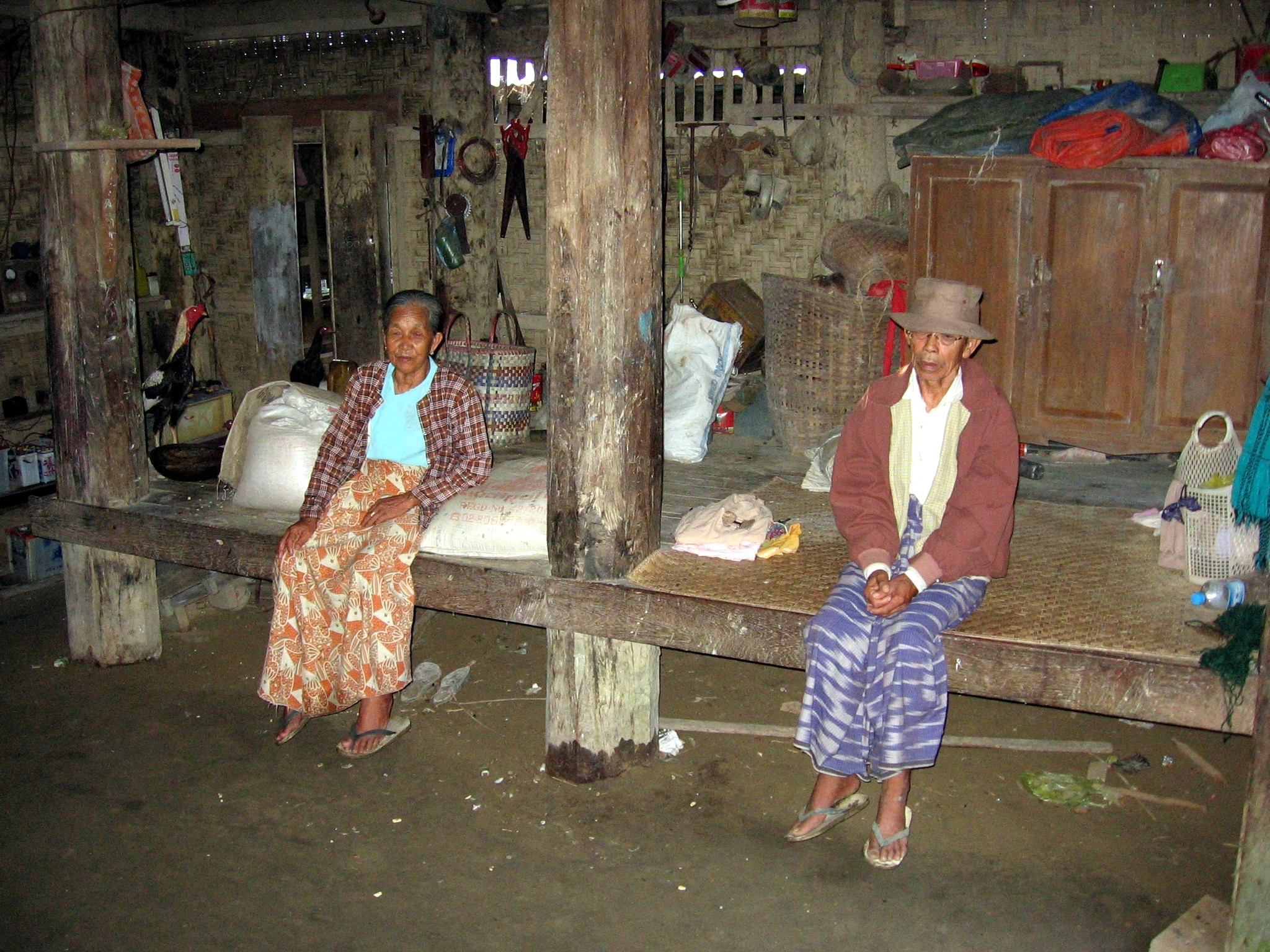
Una pareja de ancianos jingpo en Bhamo.

Tradicionalmente, el sistema social de este pueblo se basaba en la unidad familiar compuesta por marido y esposa. Algunos jefes locales podían tener más de una esposa. Los matrimonios se acordaban según un complejo sistema de jerarquías. Los jefes locales recibían el nombre de shanguan.
Las viviendas de los jingpo suelen ser de dos plantas y estar construidas en madera y bambú. Las casas son de forma ovalada; el primer piso sirve de almacén y establo mientras que el segundo se utiliza como vivienda familiar. La construcción y reconstrucción de estas viviendas, que suele hacerse cada siete u ocho años, se considera un asunto comunitario y todo el poblado colabora en esta tarea.
Las mujeres visten chaquetas negras decoradas con adornos de plata. Se combinan con una faldas realizadas en lana de colores vivos. Los hombres utilizan chaquetas también negras y pantalones largos y anchos. Cubren sus cabezas con turbantes: los jóvenes de color blanco mientras que los adultos utilizan turbantes realizados en color negro.

## Religión
Aunque existen pequeños grupos de cristianos y budistas, la mayoría de los jingpo son politeístas. Adoran a diferentes dioses así como a los espíritus de sus antepasados.
Creen que los espíritus residen en todas partes, desde el Sol hasta los animales, y que traen buena o mala suerte a los hombres. Para los jingpo, todas las criaturas vivas están dotadas de alma. Se realizan rituales para proteger casi todas las actividades cotidianas, desde las cosechas hasta las guerras.